# NGC 4769
NGC 4769 este o galaxie situată în constelația Fecioara. A fost descoperită în  de către .